# Sunburst
|                                              |  |
| három tónusú sunburst egy SRV Stratocasteren |  |

A sunburst kifejezés egyfajta lakkozásra utal, melyet általában hangszereken használnak – főleg gitárokon. Lényege, hogy a hangszertest közepén egy világosabb, áttetszó lakkozást használnak, melynek köszönhetően látszik a faanyag erezete is. A hangszertest szélei felé haladva az árnyalat egyre sötétebbé válik, míg az oldalakhoz érve már teljesen fekete – ezt nevezik három tónusú, vagy „tobacco” (dohány) sunburstnek. A másik gyakran használt változat az úgynevezett „cherry sunburst”, ahol a világos középső rész egy sötét cseresznyevörös árnyalatba megy át a szélek felé haladva.